# Citroën Traction Avant

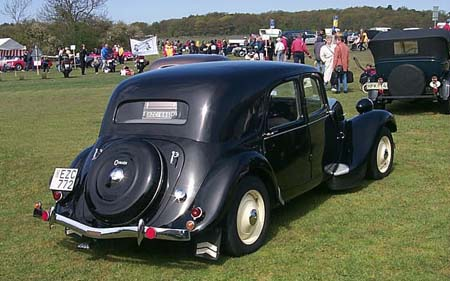
Traction Avant, задняя часть.

Citroën Traction Avant — один из первых в мире серийных переднеприводных автомобилей с несущим кузовом, выпускавшийся французским автопроизводителем Citroën с 1934 по 1957 годы. (иногда ошибочно считается первым в мире серийным переднеприводным автомобилем, однако в 1929—1932 годах в США уже выпускался переднеприводной автомобиль Cord L-29, а в Германии — DKW F1 (с 1931 года) и Adler).
«Traction Avant» («Траксьо́н ава́н»), что по-французски и означает «передний привод», был спроектирован Андре Лефебром и Фламинио Бертони в конце 1933 — начале 1934 годах. Модель была одной из наиболее успешных переднеприводных в 1940-х годах.
Всего было изготовлено около 760 тыс. автомобилей.

## История создания

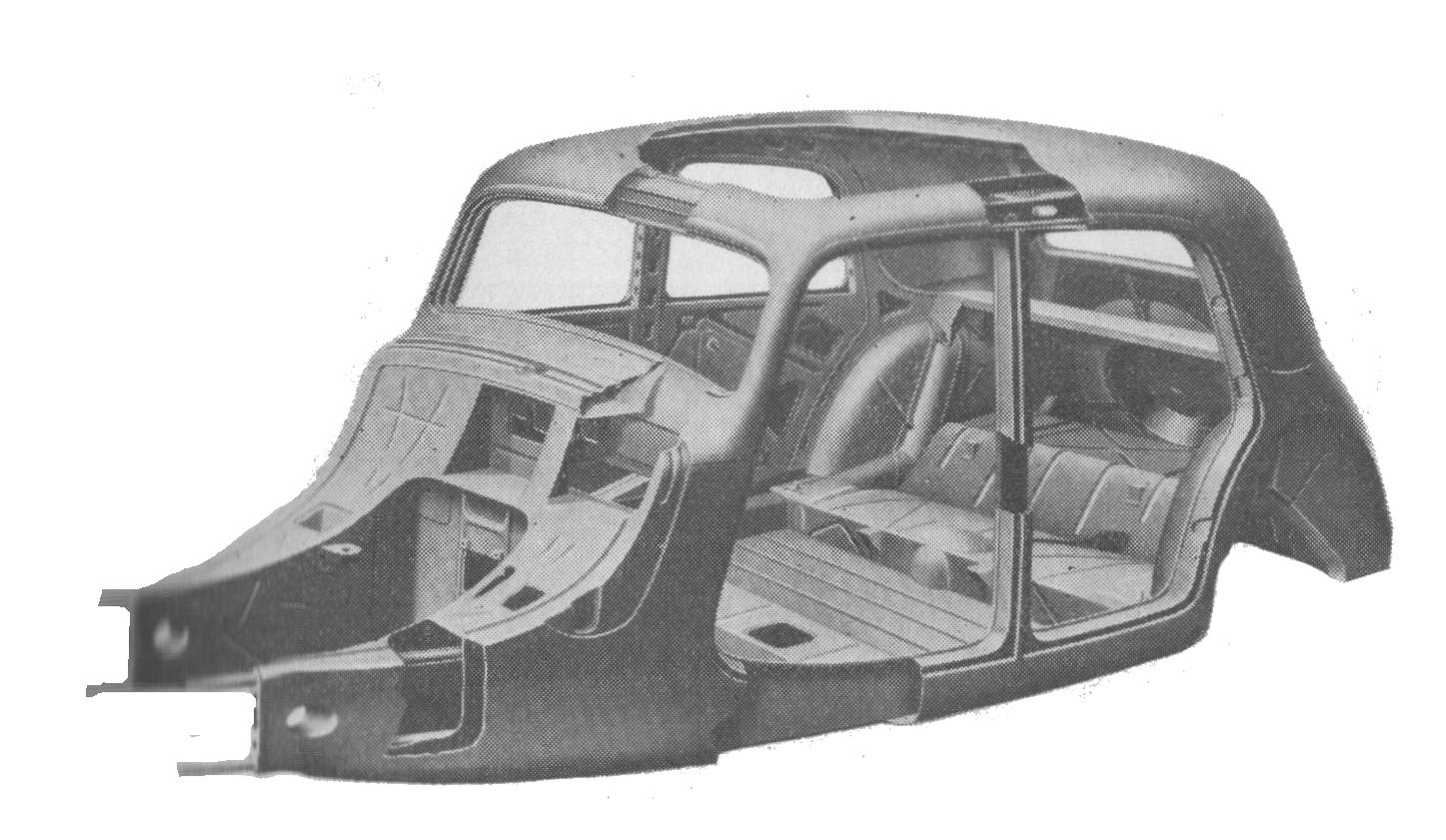
Кузов Traction Avant — монокок.

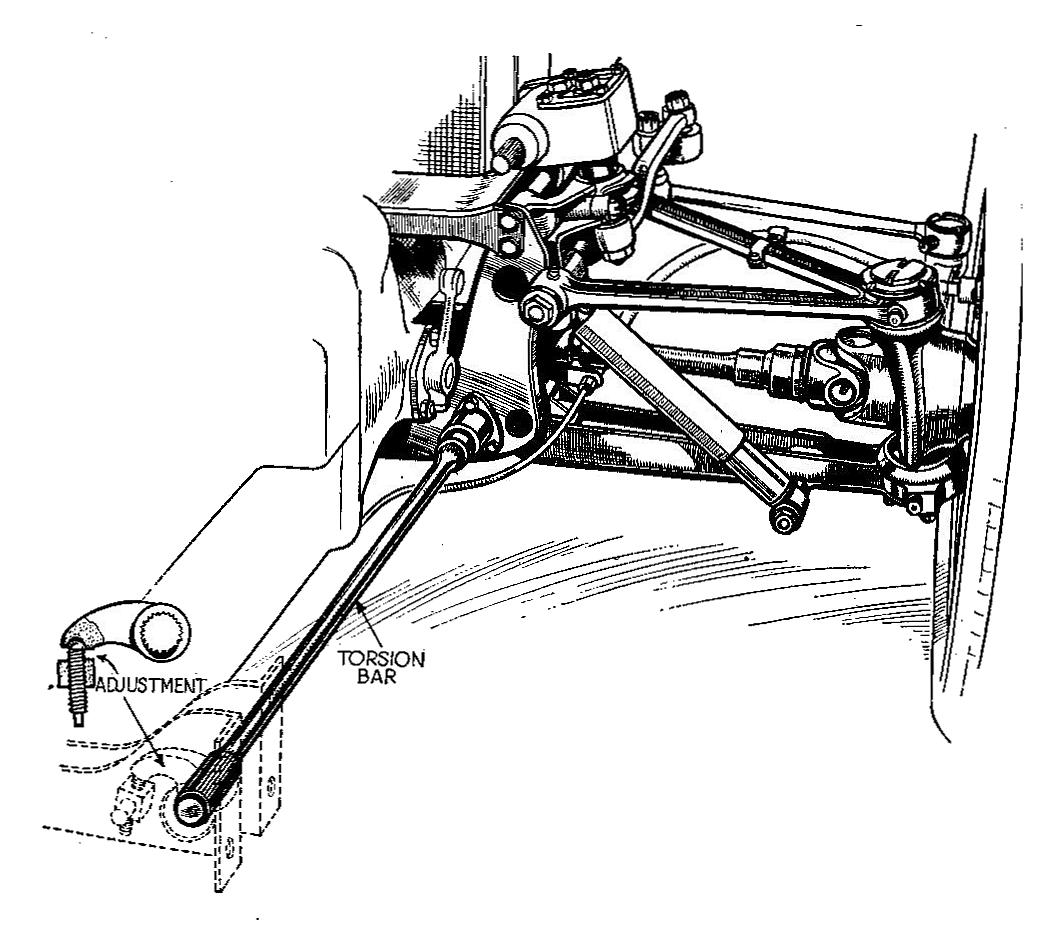
Торсионно-рычажная передняя подвеска

### Особенности
Передний привод впервые появился на автомобилях люксового класса «Alvis» (, модель 1928 года Racing FWD) и «Cord» (, модель L29, 1929—1932 г. вып.).
В то время как большинство автомобилей-современников базировались на раздельных шасси и кузове, основой «Traction Avant» стал цельносварной несущий кузов. Такие монококи (в США называемые Unit Body и «Unibody») дают преимущество в массе, которое в случае «Traction Avant» составило 70 кг (150 фнт) стали на каждый автомобиль. В США оно не было особенно важно, а для «Citroën» стало решающим для покупки технологий массового производства таких кузовов у американской фирмы «Budd Company».
Новый тип кузова был внимательно изучен на прочность, и был даже предпринят своего рода краш-тест: сбросив автомобиль с обрыва, на практике продемонстрировали  его жёсткость.
Такой инновационный кузов придал автомобилю узнаваемую, выделяющуюся среди современников низкую посадку, а долгий срок производства привёл к тому, что в 1934 году модель воспринималась стильной, а в 1955 — сильно устаревшей.
Подвески также были весьма прогрессивной конструкции. Передняя — независимая торсионно-рычажная с А-образным нижним рычагом, (в то время как конкуренты продолжали выпускать автомобили с зависимой подвеской на продольных полуэллиптических рессорах). Задняя подвеска — зависимая, в основе её стальная балка с тягой Панара, подвешенная на поперечных рычагах, рычаги крепятся к заключённым в 3-дюймовые стальные трубы торсионам, а трубы, в свою очередь, прикреплены к кузову.
Из-за значительного преимущества в массе, Traction Avant развивал скорость 100 км/ч, потребляя лишь 10 л на 100 км (28 миль на имперский галлон, 24 мили на галлон США).

### Запуск в производство
Масштаб инвестиций в производство показывает, сколько Андре Ситроен ожидал от новой модели. Подготовка площадки происходила зимой 1932/33 годов, 15 марта 1933 начался снос строений прежней фабрики общей площадью 30 000 м². 21 апреля началось строительство новых корпусов, и к концу августа поднялись коробки зданий вчетверо больше, чем старые. В конструкциях использовано 5000 т железа и стали. Одновременно на площадке продолжался выпуск нескольких сотен Rosalie ежедневно. На открытие Ситроен позвал 6000 гостей, главным образом дилеров, агентов по продажам и рекламщиков, для которых 8 октября в пустых ещё зданиях был устроен грандиозный банкет. Этот жест означал, что в следующие месяцы грядёт гонка со временем для того, чтобы успеть подготовить автомобиль и оснастку прежде, чем инвесторы разочаруются.
Первый готовый автомобиль был показан публике в парижском салоне фирмы 18 апреля 1934 года, а закрытый показ для основных дилеров состоялся ещё раньше, 23 марта. При этом до апреля об автомобиле ходили только слухи, потому что характеристики модели удавалось держать в секрете. 19 апреля 1934 года конвейер заработал в полную силу, и, хотя новый несущий кузов не вызывал нареканий, из-за спешки с пуском модели недостатки были выявлены в трансмиссии и гидравлических тормозах (также первых на массовом автомобиле).
Рынок, тем не менее, требовал старых заднеприводных моделей, доля которых в общем выпуске завода даже в 1936 году достигала ещё 10 %.

#### Влияние на «Citroën»
Разработка «Traction Avant» и перестройка завода были невероятно дороги, и в конце 1934 года «Citroën» объявил о банкротстве. Крупнейшим кредитором была компания «Michelin», которая и владела «Citroën» с 1934 по 1976 годы. При этом компания «Citroën» стала в том числе исследовательской лабораторией, где испытывались радиальные шины и другие мишленовские нововведения.

### В военное время
В сентябре 1939 Франция объявила войну Германии, а в июне 1940 вермахт оккупировал северную часть страны. Военные годы были ознаменованы серьёзным дефицитом бензина и сырья для гражданской промышленности, но развился он не сразу. Парижский автосалон, намеченный на октябрь 1939, не состоялся; «Citroën» связывал с ним анонс модели 2CV, изменения в «Traction» не планировались. Для «Traction Avant» последним «нормальным» годом стал 1939, в течение которого выпущено 8120 автомобилей модификации 7C с колёсной базой 2910 мм (115 in) и 1628 см³ (99,3 cu in) двигателем. В 1940 выпуск упал до 1133штук в связи с тем, что 3 июня завод пострадал от немецкой бомбардировки. В июне 1941 года выпуск был остановлен после того, как за шесть месяцев собрали лишь 154 автомобиля. 7C пребывал в прайс-листах «Citroën» до марта 1944, но после войны выпуск этой версии (с уменьшенным объёмом двигателя) не возобновлялся. Более мощная 1911 см³ модификация 11B-light вышла в 1939 году в количестве 27 473 экземпляров, 4415 в 1940 и 2032 в 1941 (за 11 месяцев, т. к. в ноябре производство этой модели было прекращено).
В 1945 году выпуск возрастал очень медленно. 11 B-light появился без существенных изменений по сравнению с 1941 годом, только ободки вокруг фар стали не хромированные, а окрашенные. К концу декабря 1945 вышло 1525 машин. Об инфляции франка свидетельствуют цены: если в январе 1940 автомобиль стоил 26 800 франков, то в октябре 1945 — 110 670. В 1945 11B-light стал единственной выпускаемой «Citroën» моделью легкового автомобиля. Ещё одна примета времени: комплект из пяти шин продавался отдельно от автомобиля за 9455 франков. К маю 1946 дефицит шин удалось преодолеть, отдельная плата за шины исчезла, но цена достигла уже 121 180 франков.
Модификация 11B-normal, отличающаяся от 11B-light колёсной базой в 3090 мм, испытала подобное падение продаж в 1939-41 гг, за семь месяцев 1941-го был выпущен лишь 341 экземпляр. После войны в 1946 году был собран единственный 11B-normal к октябрьскому автосалону, а на конвейер модель вернулась только в 1947 году. В течение десяти послевоенных лет укороченных 11B-light во Франции продавалось больше, чем 11B-normal.
Поначалу клиренс «Traction Avant» вызывал сомнения у французской армии, но к сентябрю 1939 в строю находилось приблизительно 250 автомобилей. Потери техники при быстром отступлении фронта вглубь страны вызвали необходимость новых поставок, и с февраля по май 1940 «Citroën» отправил партию в 570 штук. Вероятно, поставки продолжались и после этого, до самого поражения французской армии. Впоследствии немецкие войска реквизировали много автомобилей для своих нужд, которые получали номерные знаки «WH...» (Wehrmacht Heer / Командование Вермахта). Traction показал себя надёжной машиной и во Франции, и в Ливии, и под Сталинградом. «Traction Avant» участвовал и в Сопротивлении, и после освобождения на дверях этих машин писали буквы FFI. Менее почётно для модели было особое расположение, которое выказывали к «Traction» гангстеры, такие как, например, «банда ситроенов», возглавляемая Pierrot le Fou.

### Окончание выпуска
После того, как был представлен «Citroën ID», упрощённая и удешевлённая версия DS, выпуск «Traction Avant» прекращён в июле 1957 года.
За 23 года (с учётом остановки конвейера в войну) выпущено 759 111 машин, в том числе:
- 26 400 в Слау, Великобритания,
- 31 750 в Форе, Бельгия,
- 1823 в Кёльне, Германия,
- 550 в Копенгагене, Дания.

## Конструкция

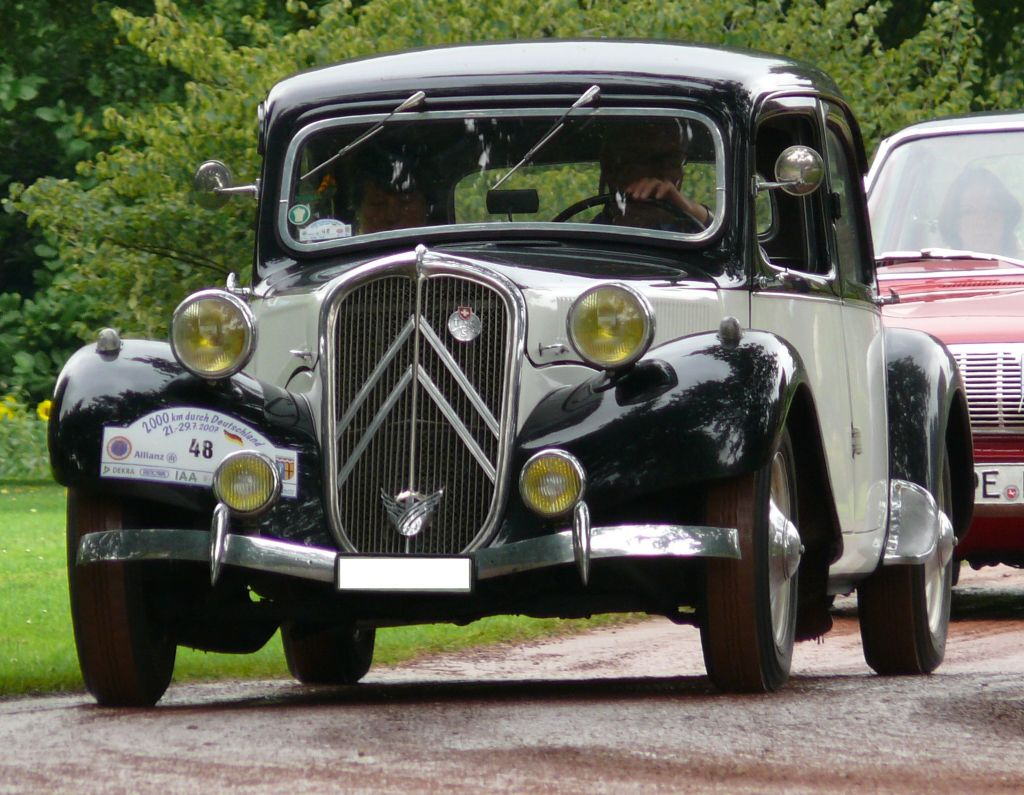
Citroën 11 CV Légère

Силовой агрегат в «Traction Avant» расположен продольно, причём двигатель попадает внутрь колёсной базы, из-за чего автомобиль может похвастаться хорошей развесовкой по осям и лёгким управлением. Трансмиссия объединена в общий агрегат в алюминиевом картере и прикреплена к двигателю спереди, причём коробка передач выдвинута вперёд, а дифференциал расположен между нею и двигателем. По аналогичной схеме скомпонованы силовые агрегаты более поздних моделей «Renault 4» и «Renault 16» и первое поколение «Renault 5», в то время как множество других переднеприводных автомобилей с продольным расположением двигателя скомпонованы строго наоборот («Saab 96», «Renault 12», «Renault 18» и большинство «Audi»).

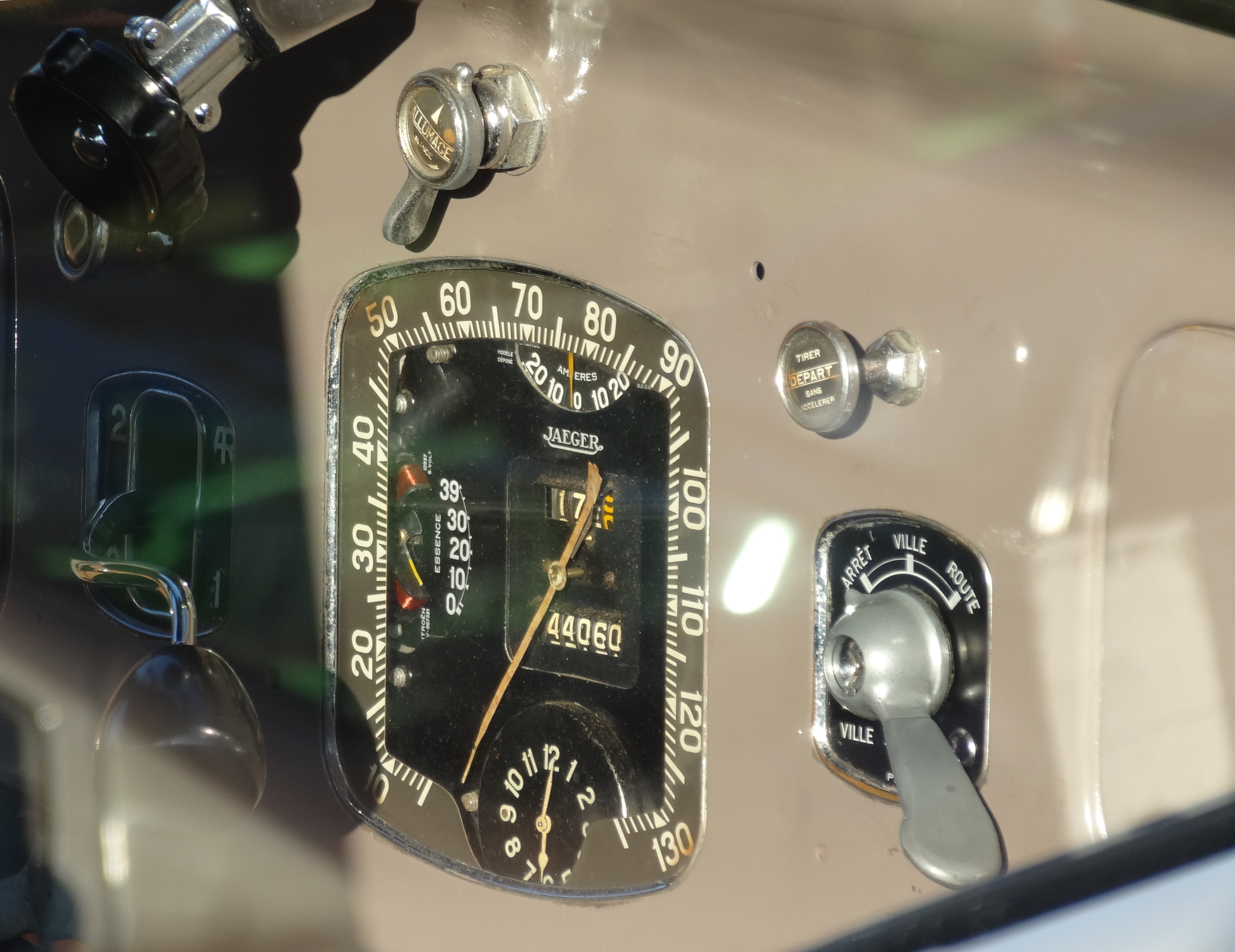
Панель приборов

Привод переключения передач ручной, рычаг расположен на приборной панели в Н-образном вырезе. Поскольку такое расположение рычага увеличивает риск «выпадения» передач, включающихся движением рычага вверх (второй и задней), механизм блокируется при замыкании сцепления и разблокируется при его выжиме.
В результате расположения рычага перемены передач на приборной панели, применения подвесных педалей и ручного управления стояночным тормозом передние сиденья могут быть сделаны в виде дивана, а отсутствие вдобавок кожуха коробки передач и тоннеля для карданного вала в полу делают салон весьма просторным. Из-за низкой посадки автомобиль не имеет и подножек, и все эти особенности делают «Traction» пригодным для постройки лимузинов и использования в качестве такси.
До 1953 года единственным доступным цветом был чёрный.

## Модификации

### Названия и обозначения
«Траксьон аван» («переднеприводной») — неофициальное название модели. Официальными были обозначения по числу налоговых лошадиных сил (CV), определявших сумму годичного налога на автомобиль. Тем не менее, нередко перемены в налоговом классе не отражались в обозначениях моделей. Например, в 1934 была представлена модификация 7CV (неофициально 7A). Обозначение 7CV сохранялось и тогда, когда на модификации 7B увеличенный рабочий объём двигателя попал в класс 9CV. Также использовались обозначения 11CV,  15CV и 22CV.
Также «Траксьон аван» известен под прозвищем «Reine de la Route» («Королева дорог»).

### Седаны массового производства
Число обозначает налоговую группу. Все модификации имеют передние двери с задним расположением петель (т. н. «двери самоубийц») и задние — с петлями, расположенными спереди.
- 7A — исходный «малый седан» с базой 2910 мм (115 in) и двигателем с рабочим объёмом 1303 см³ (79,5 cu in). В производстве с апреля по июнь 1934, за 2 месяца, выпущено 7000 экземпляров.
- 7B — отличается от 7A более мощным 1523 см³ (93,3 cu in) двигателем и двумя щётками очистителя ветрового стекла вместо одной. Также исправлены «детские болезни» трансмиссии. С июня по сентябрь 1934 выпущено 15 620 машин[3].
- 7C — с ещё более мощным 1628 см³ (99,3 cu in) двигателем, в производстве с октября 1934.
- 11B — («Normale», «нормальный»), 1911 см³ (116,6 cu in) четырёхцилиндровый двигатель, длина, колёсная база и колея по сравнению с 7B увеличены[8]. Выпуск с ноября 1934.
  - 11BL —  («Légère», «лёгкий») того же размера, что и 7B.
- 15B — (с июня 1938[9]), 2867 см³ (175,0 cu in) шестицилиндровый двигатель. Что интересно, 15B на самом деле попадал в налоговую группу 16CV.

Модификации задней части кузова
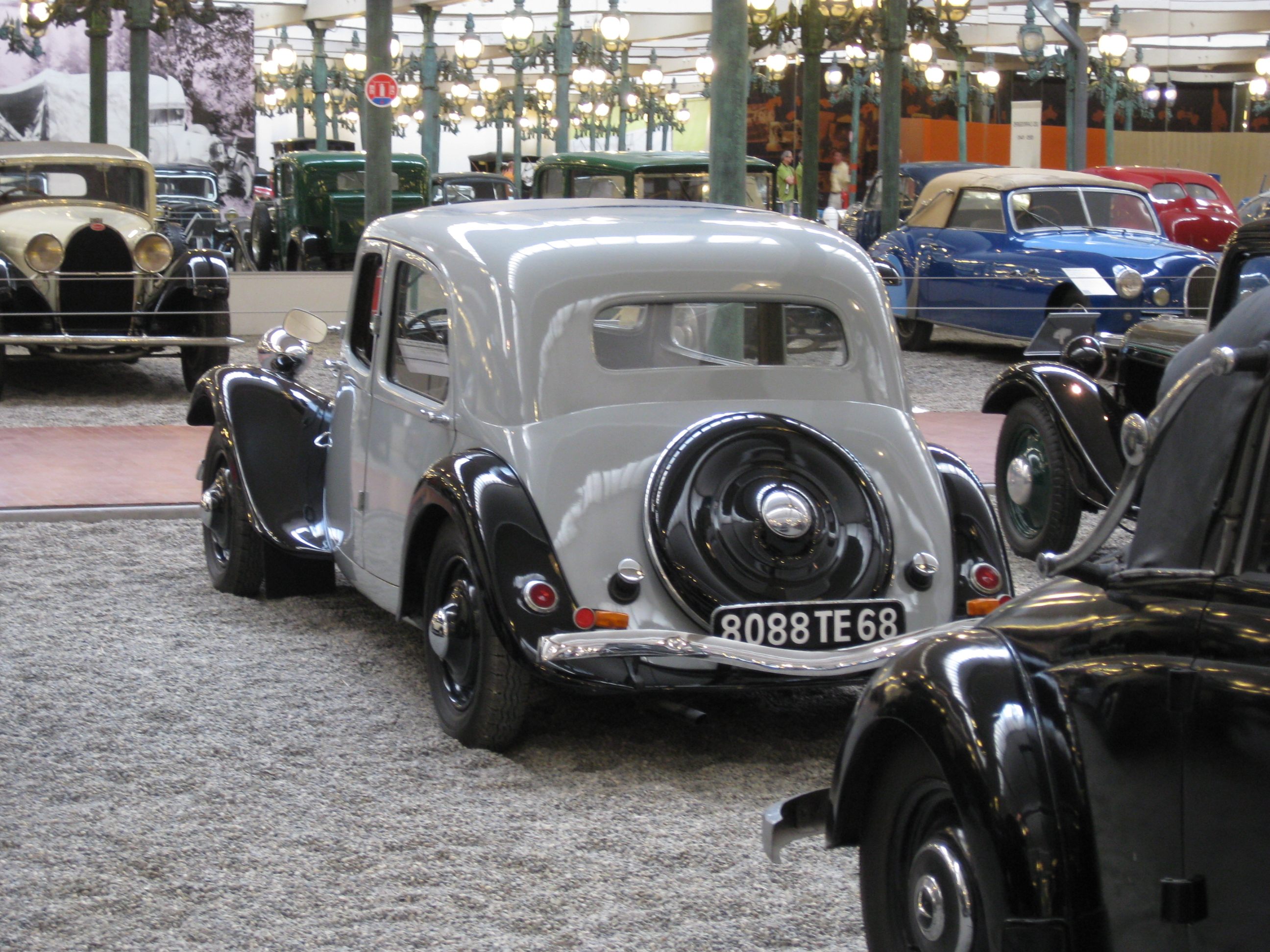
Traction 7A: до 1935 позади две горловины бензобака, доступ в багажное отделение изнутри салона
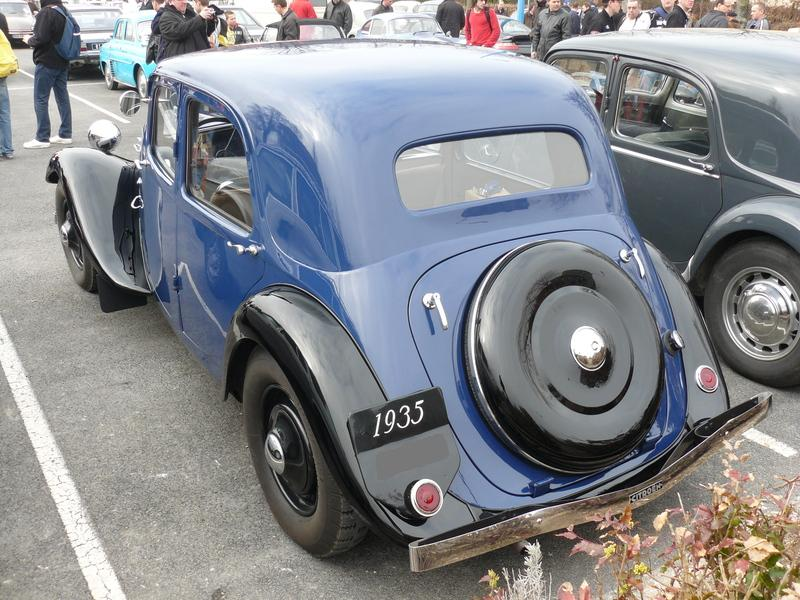
после 1935 позади одна горловина, багажник с доступом извне
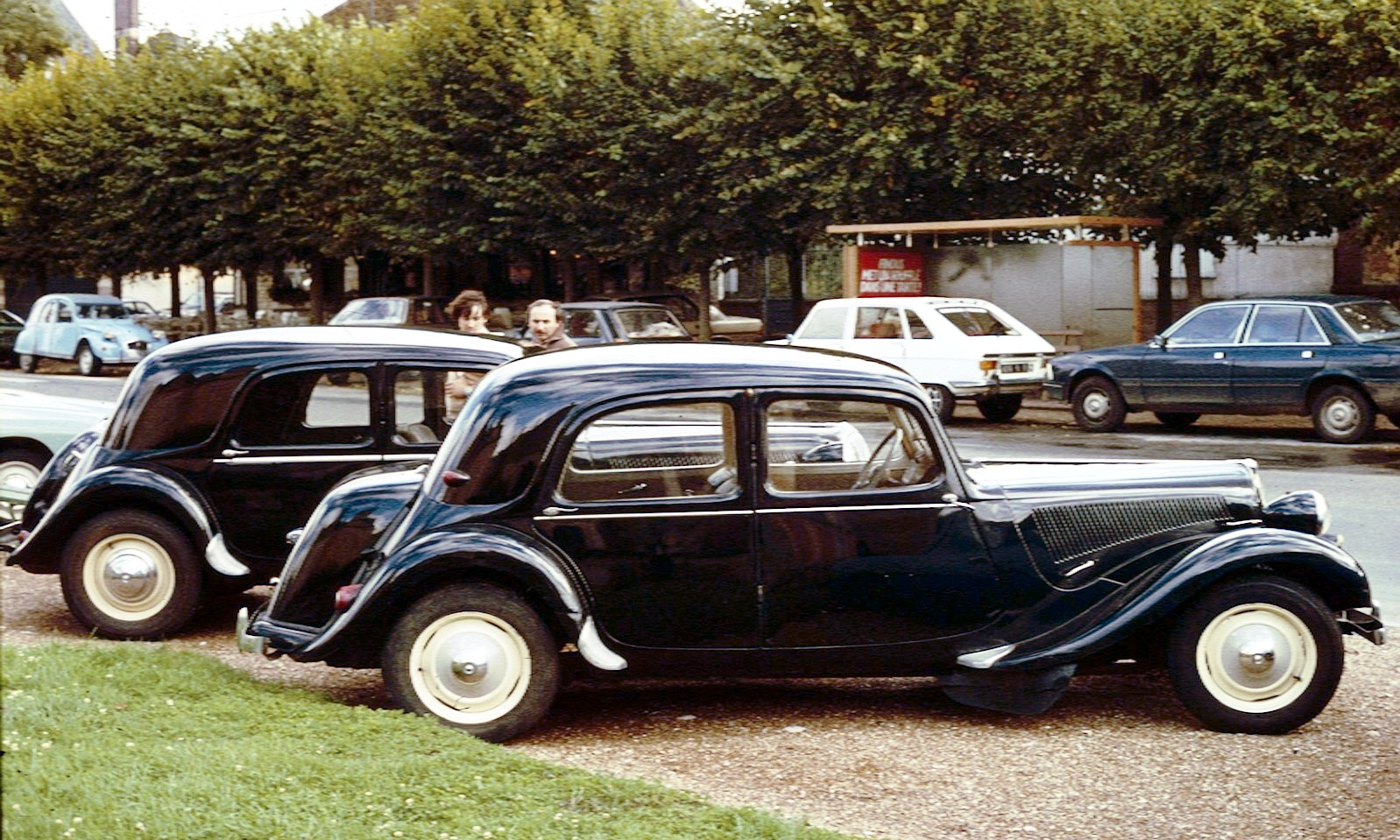
багажник удлинён и объём его удвоен с осени 1952

На 39-й Парижской автовыставке в октябре 1935 г. были показаны различные модификации на 1936 год:
- окрашенные решётки радиатора вместо хромированных;
- рестайлинговые фары;
- внешняя крышка багажника (до того доступ в багажное отделение был только изнутри салона и очень неудобен).

Крышка багажника вызвала необходимость
- переместить номерной знак на левое заднее крыло (до того его монтировали посередине над бампером)[4];
- убрать левую из двух горловин бензобака и переместить правую.

Ещё через два месяца последовала модификация подвески «Pausodyne», в передней появились конические резиновые втулки.
В мае 1936 года червячно-роликовый рулевой механизм со значительными люфтами был заменён на более прогрессивный реечный.
Для расширения рынка сбыта была выпущена удлинённая 9-местная модель «Familiale» («семейный») с тремя рядами сидений, из которых средний складывался, оставляя огромное свободное пространство для пассажиров заднего ряда. Этот тип кузова удержался до 1991 года на семействах «Citroën DS Familiale» и «Citroën CX Familiale».
На том же удлинённом шасси был построен универсал 11CV «Commerciale» («коммерческий») для зеленщиков, мясников и других торговцев. Задняя дверь его состоит из двух половин: нижняя, откидывающаяся вниз, несёт запасное колесо, а верхняя, откидывающаяся вверх, открывается до самой крыши. Цельная задняя дверь, откидывающаяся вверх, появилась при возобновлении производства после войны.

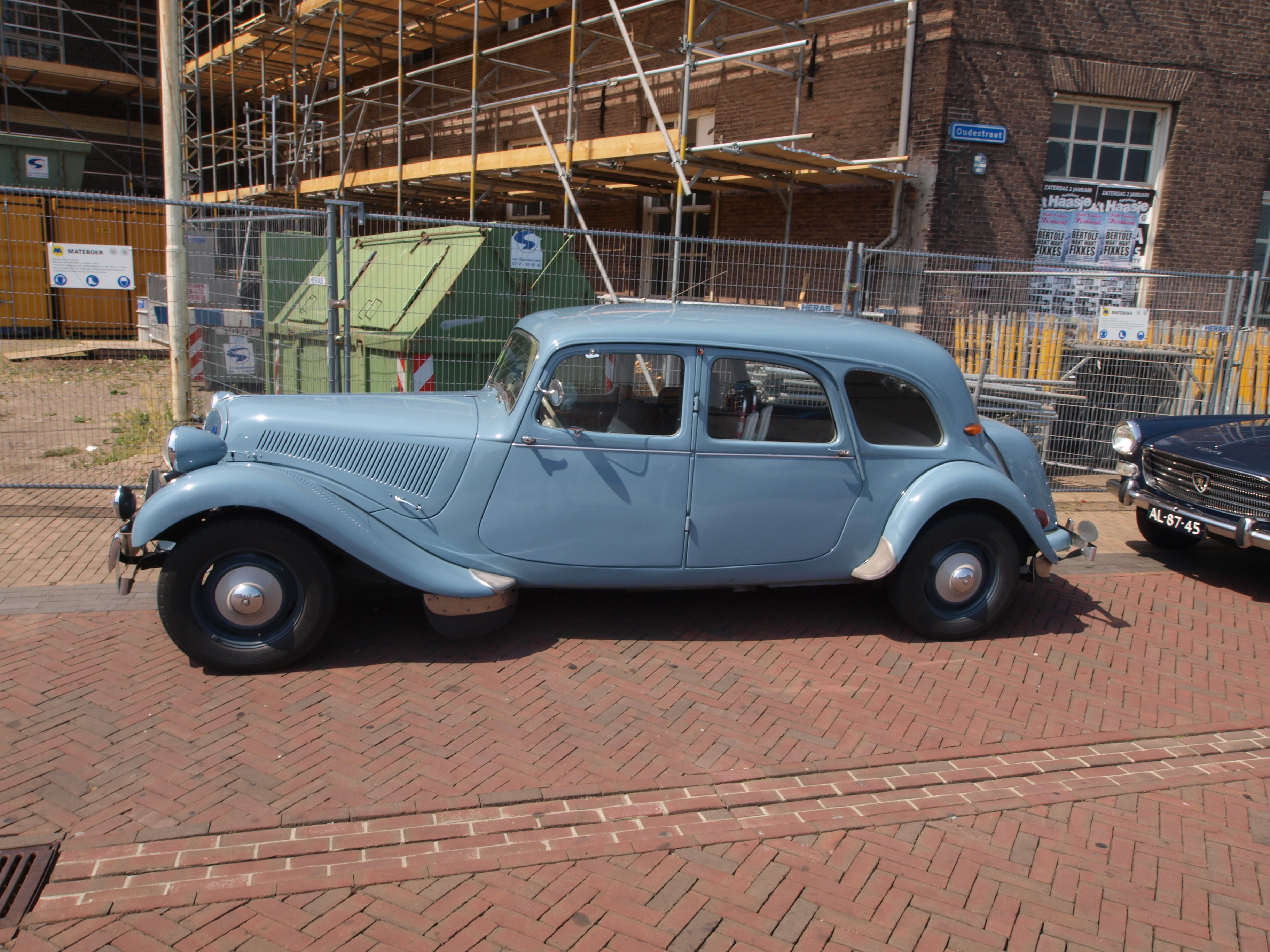
«Familiale» 1955 г.: 6 боковых окон, 9 мест
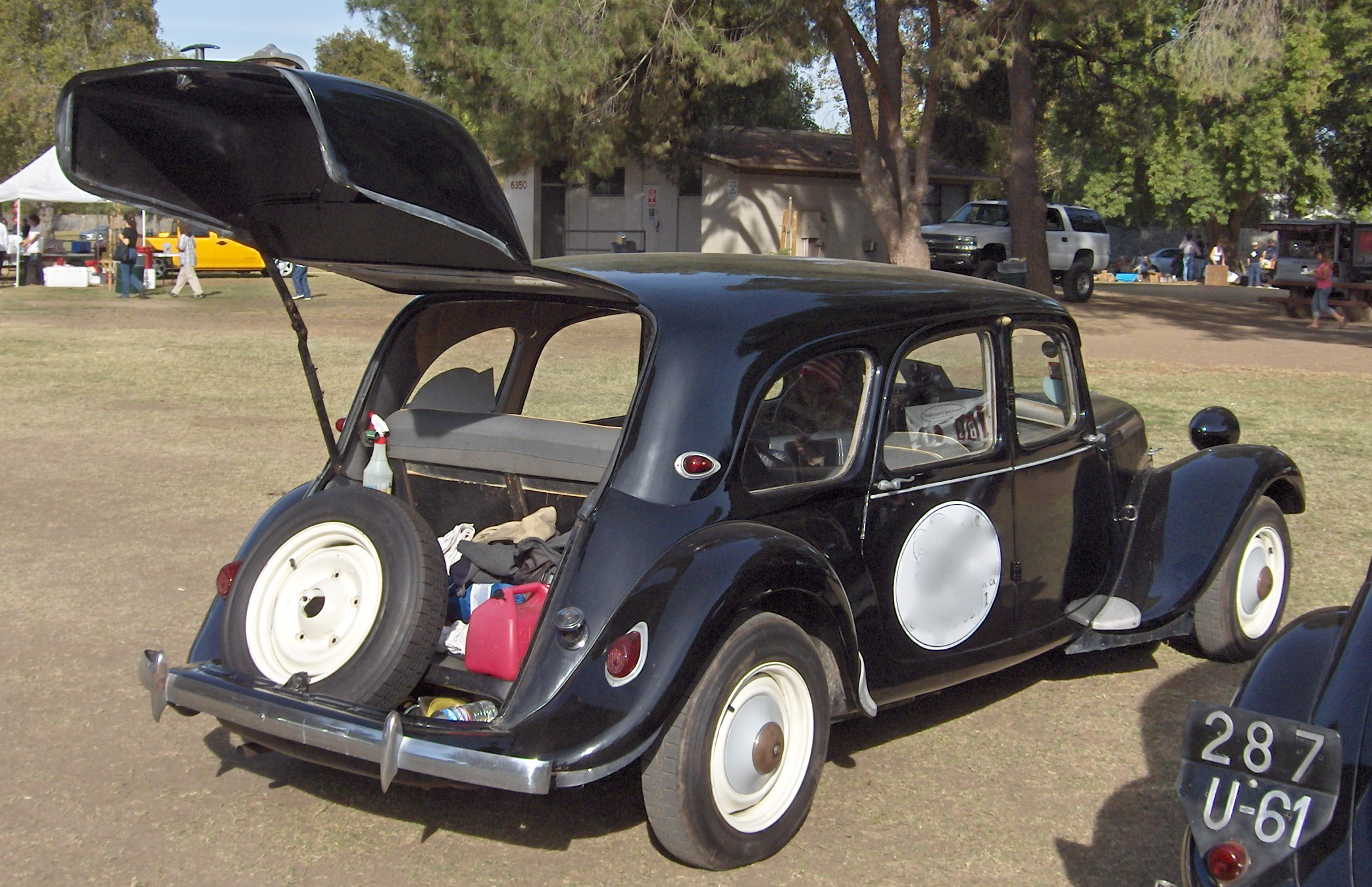
«Citroën 11 Commerciale» 1938 г. 5-дверный универсал
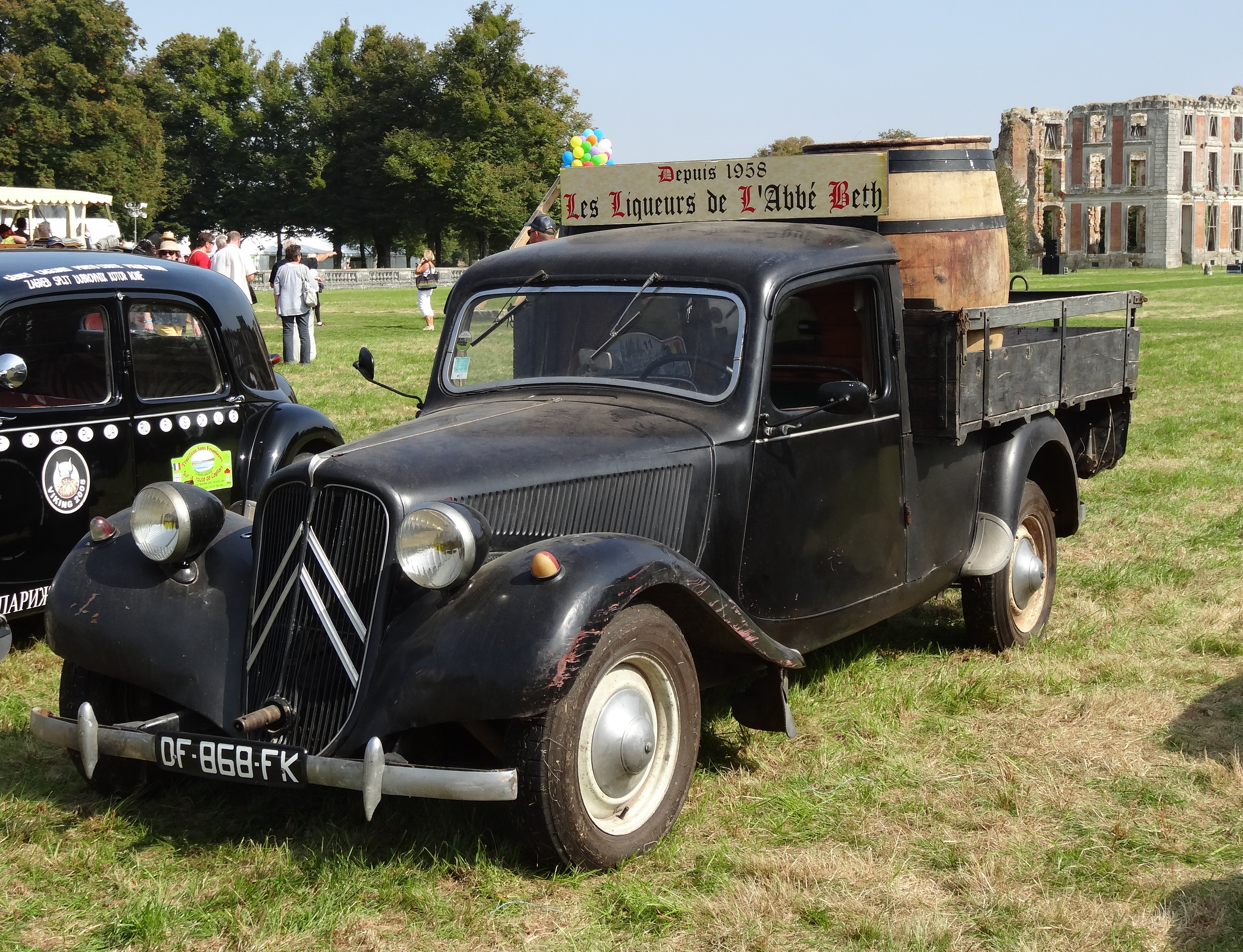
«Traction Avant» пикап

В Париже и Форе (Бельгия) производились и праворульные модификации. 550 двухдверных грузовых машин было собрано в Копенгагене, чтобы платить меньше ввозных пошлин.

### Модификации, не появившиеся на конвейере

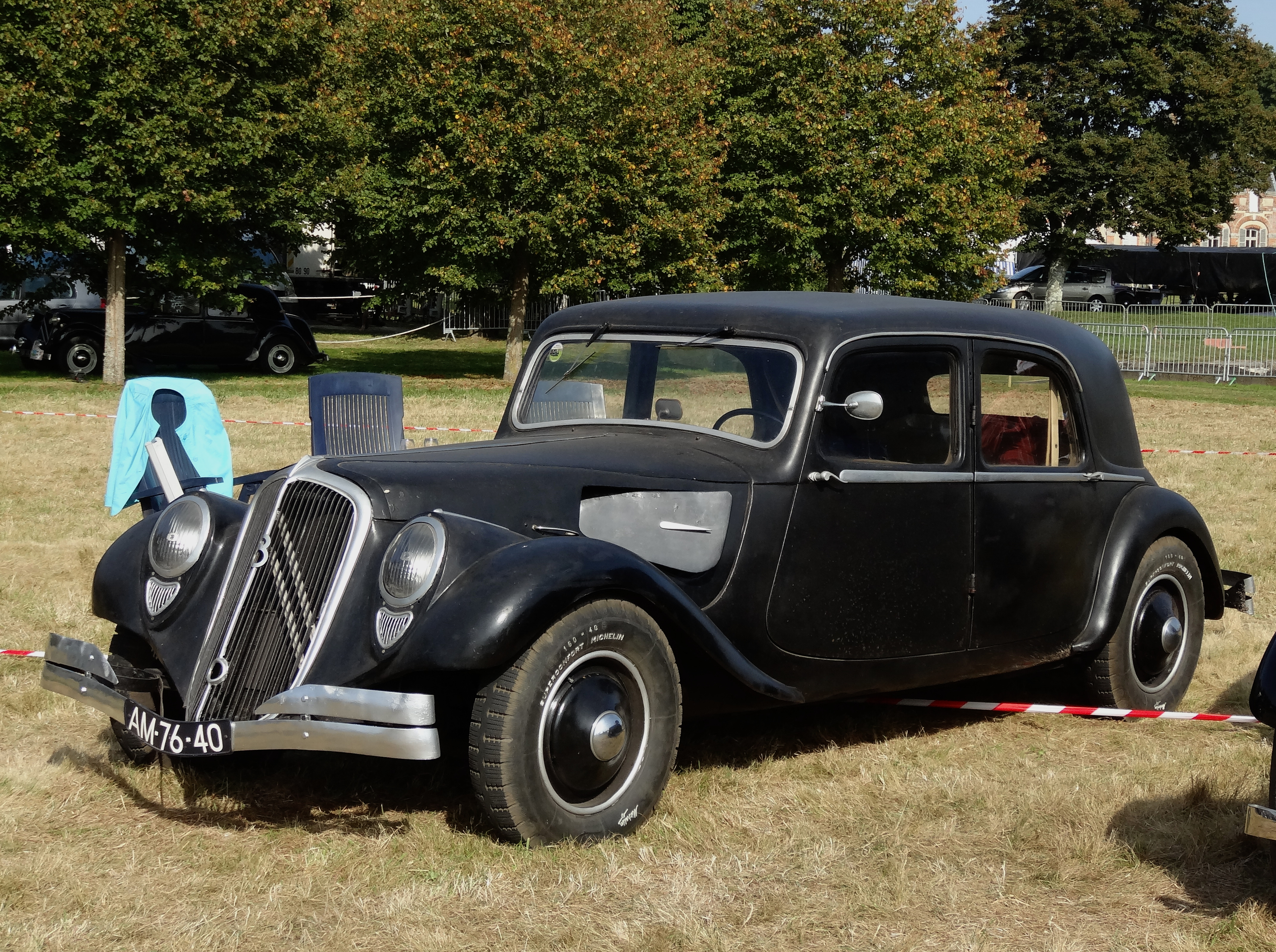
Модель 1934 г. 22CV двигатель V8, на конвейер не встала

Две модификации не дошли до массового выпуска, поскольку не могли окупить затрат, они были доведены только до стадии полнофункциональных прототипов: автомобиль с автоматической трансмиссией «Sensaud de Lavaud» и 22CV с 3,8-литровым V8.
Разработанная по заказу «Citroën» трансмиссия «Sensaud de Lavaud» — «бесшестерённый» автомат с гидротрансформатором, согласующим обороты двигателя и ведущих колёс, во многом аналогичный более поздней американской системе «Dynaflow». В этой модели предполагался также менее спартанский интерьер, нежели в других модификациях «Traction Avant», и как опция новый V-образный восьмицилиндровый двигатель собственной «Citroën» разработки. Было изготовлено порядка 20 прототипов, но в начале 1935 года разработку прекратили после банкротства компании и перехода её в собственность главного кредитора — «Michelin», который ввёл куда более строгую финансовую дисциплину.

### Купе и кабриолеты
До войны выпускались 2-дверные купе и 2-дверные кабриолеты, обе модификации с «тёщиным местом».

Купе и кабриолеты
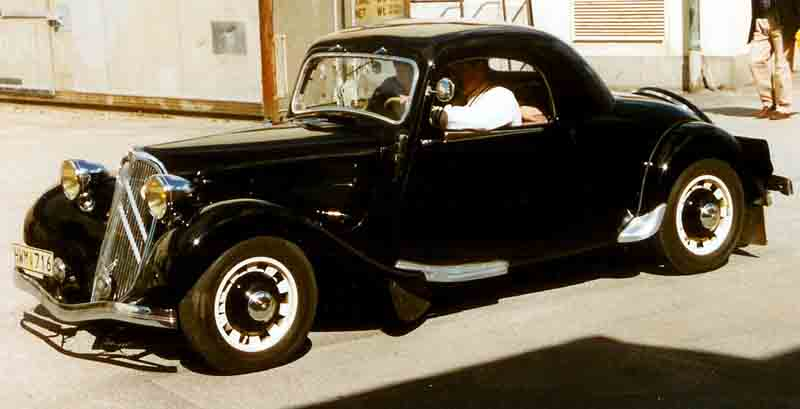
«Citroën 7C» 1937 г. вып. 2-дверный седан, т. н. «Faux Cabriolet» (ложный кабриолет)
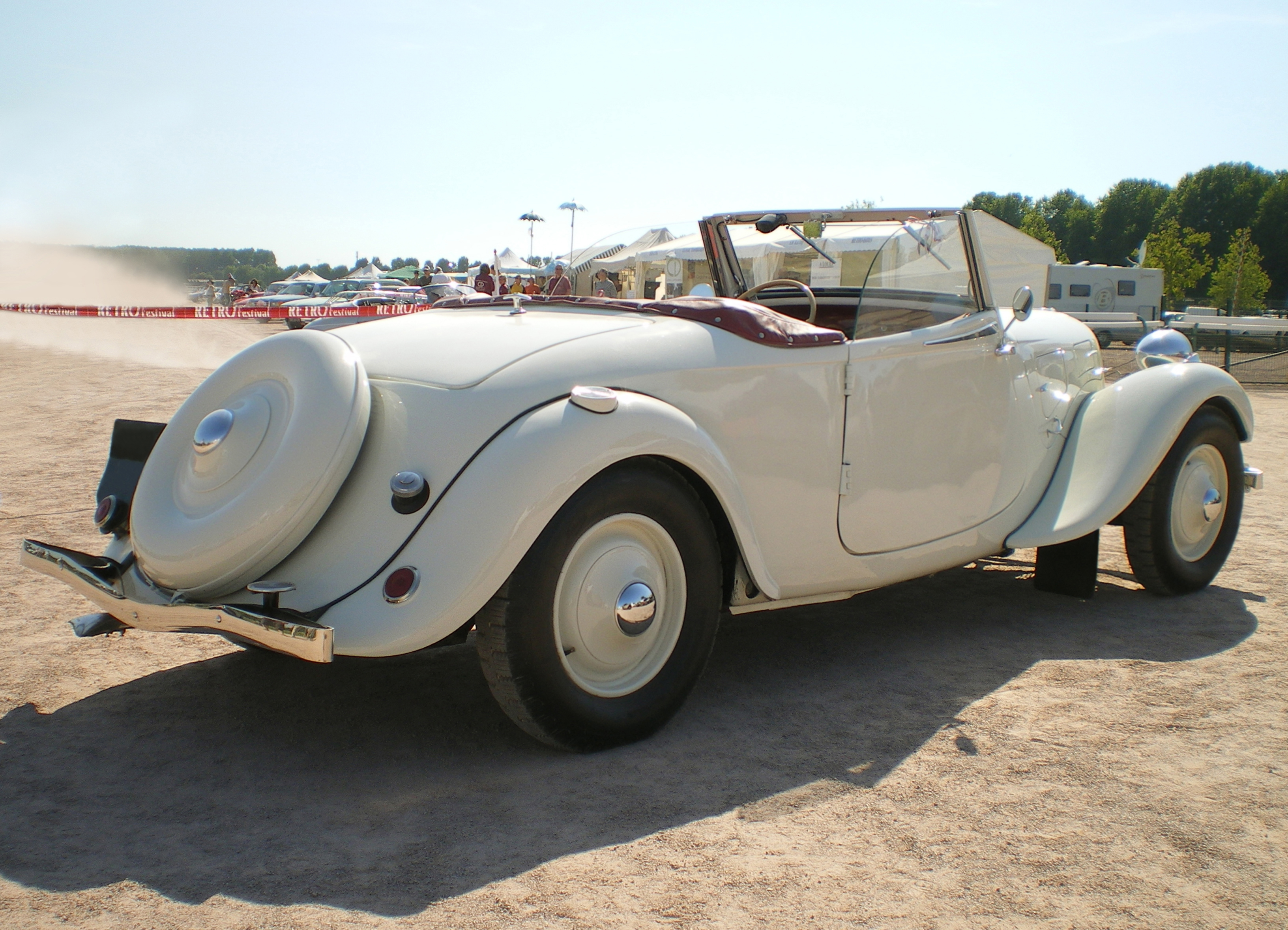
«Citroën 7C Cabriolet»
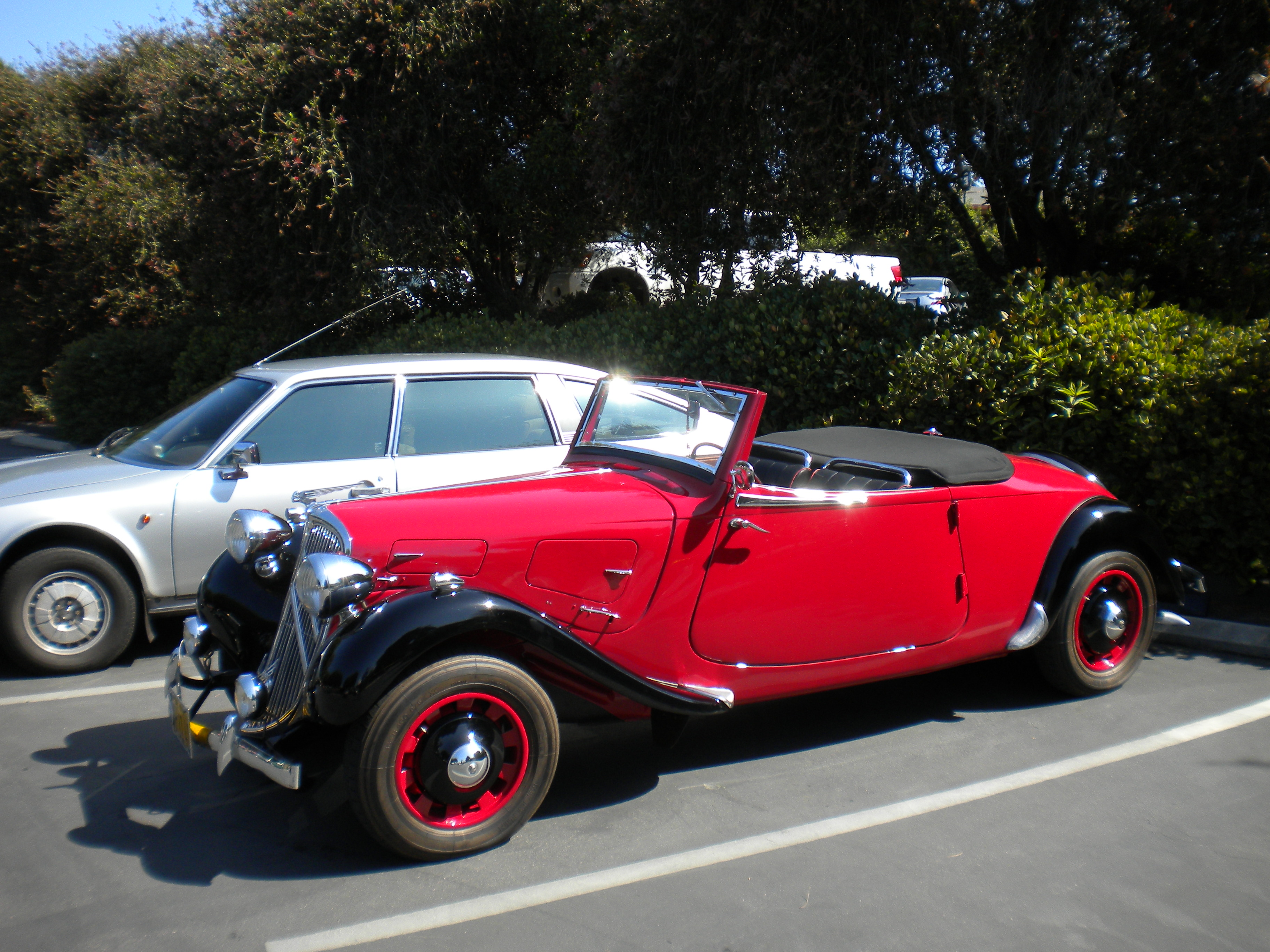
«Challenger» — марка, под которой в 1930-е «Traction Avant» импортировала в Лос-Анджелес фирма «The Challenger Motor Car Co»

### Самовыравнивающаяся гидравлическая подвеска обр. 1954 года

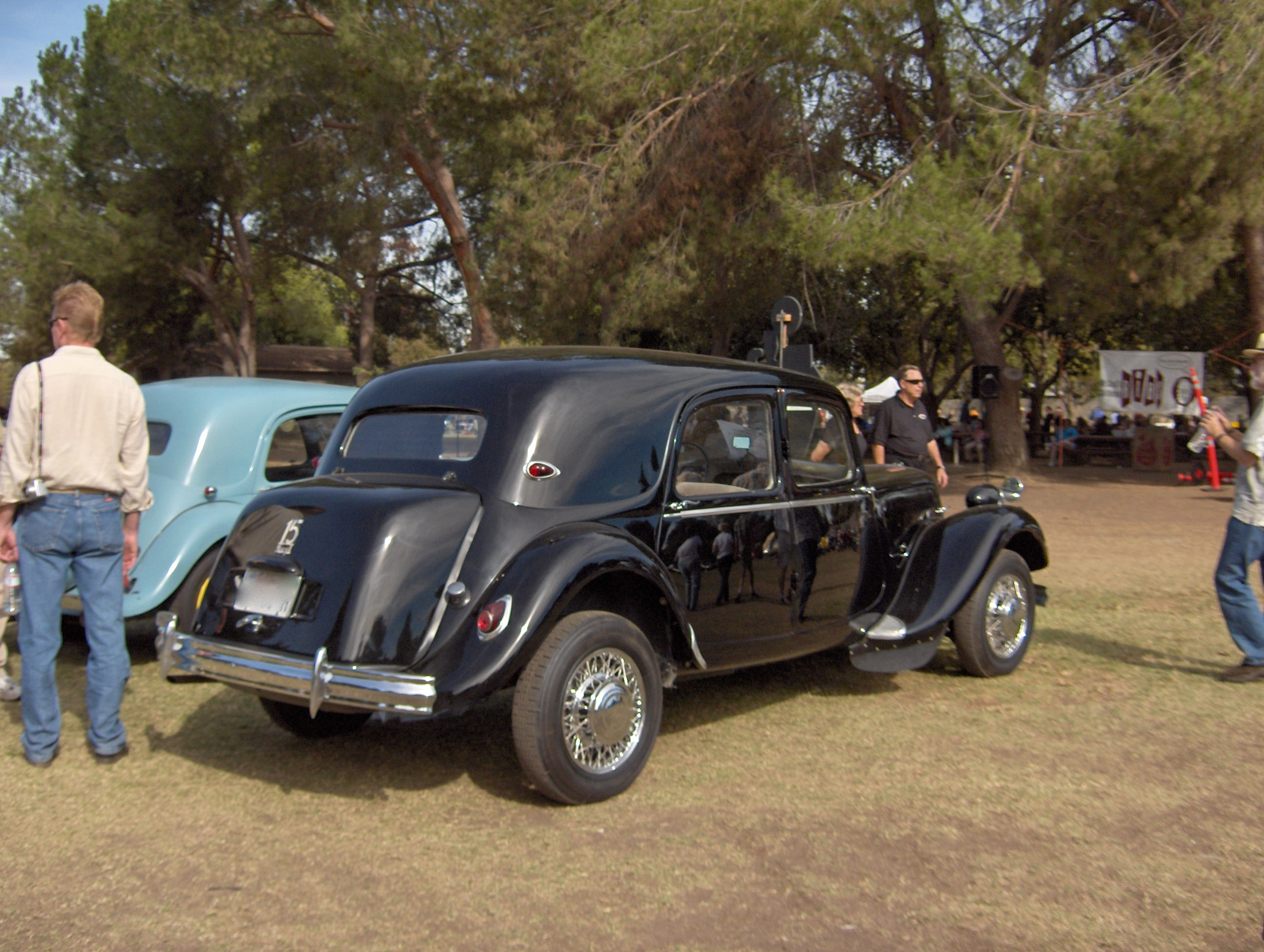
6-цилиндровый 15CV 1954 г. вып. с гидропневматической подвеской задней оси в поднятом положении

Шестицилиндровая 2876 см³ модель стала стендом для испытаний гидропневматической подвески, ставшей основой «Citroën DS19», показанного на Парижской автовыставке в 1955 году. Гидропневматическая система была встроена в заднюю подвеску, рычаг регулировки высоты располагался в багажнике. Переключатель на приборной панели позволял зафиксировать высоту подвески при стоянке, чтобы автомобиль не проседал при загрузке. На ходу подвеска автоматически разблокировывалась. Компрессор и резервуар для жидкости располагались в моторном отсеке, привод компрессора — от ремня вентилятора, марка жидкости — «LHS». Модель получила обозначение 15-6 H. Многие части гидросистемы были взаимозаменяемы с ранними «DS 19», на котором были вдобавок гидравлические дисковые тормоза, гидроусилитель руля и коробка-полуавтомат с гидроприводом, не появившиеся на 15-6 H. Спустя год от начала выпуска «DS», 15-6 H сошёл с конвейера (в 1956 году).

### Производство вСоединённом Королевстве

Праворульные «Traction», выпущенные в Слау
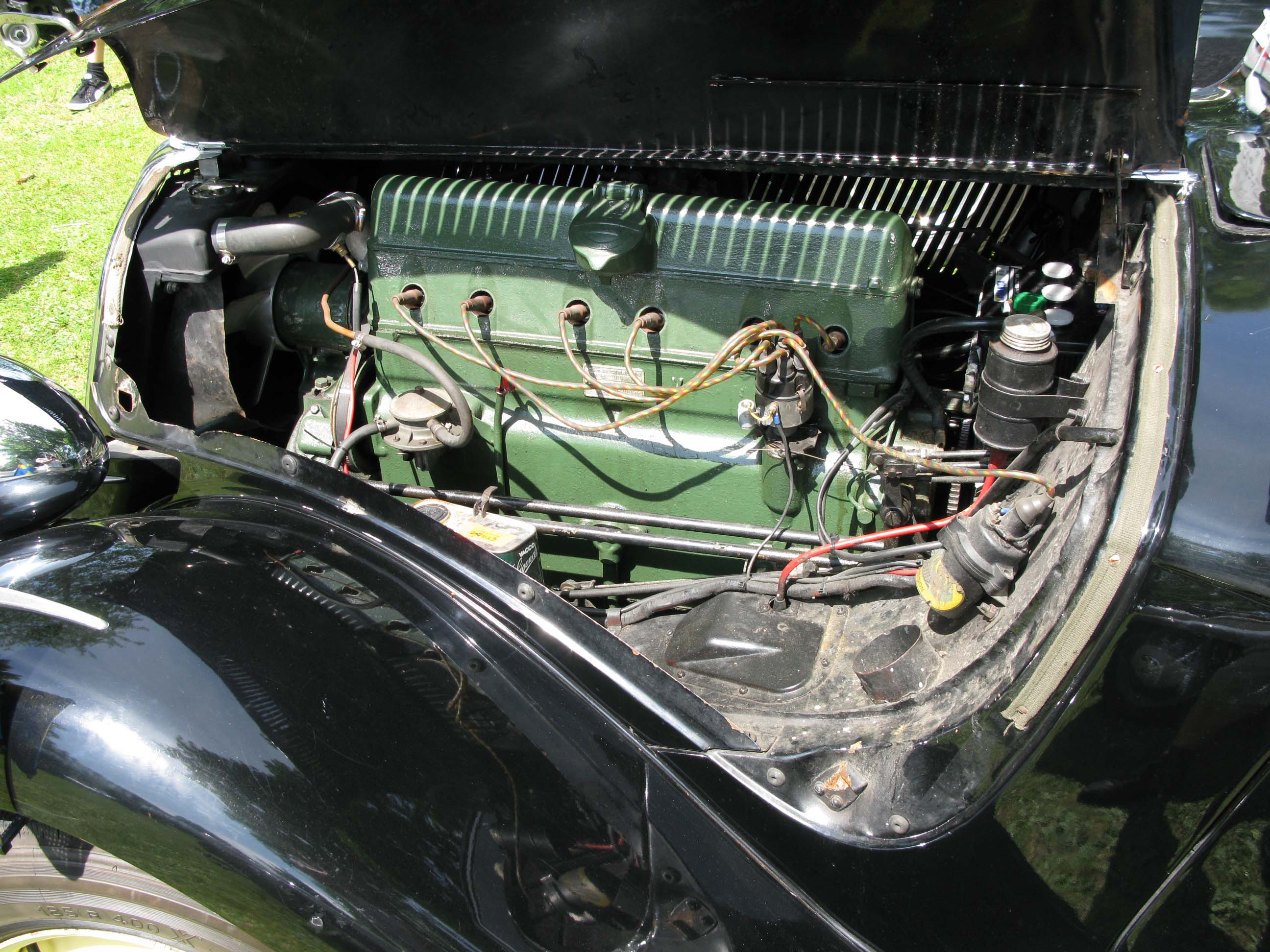
6-цилиндровый двигатель 15CV
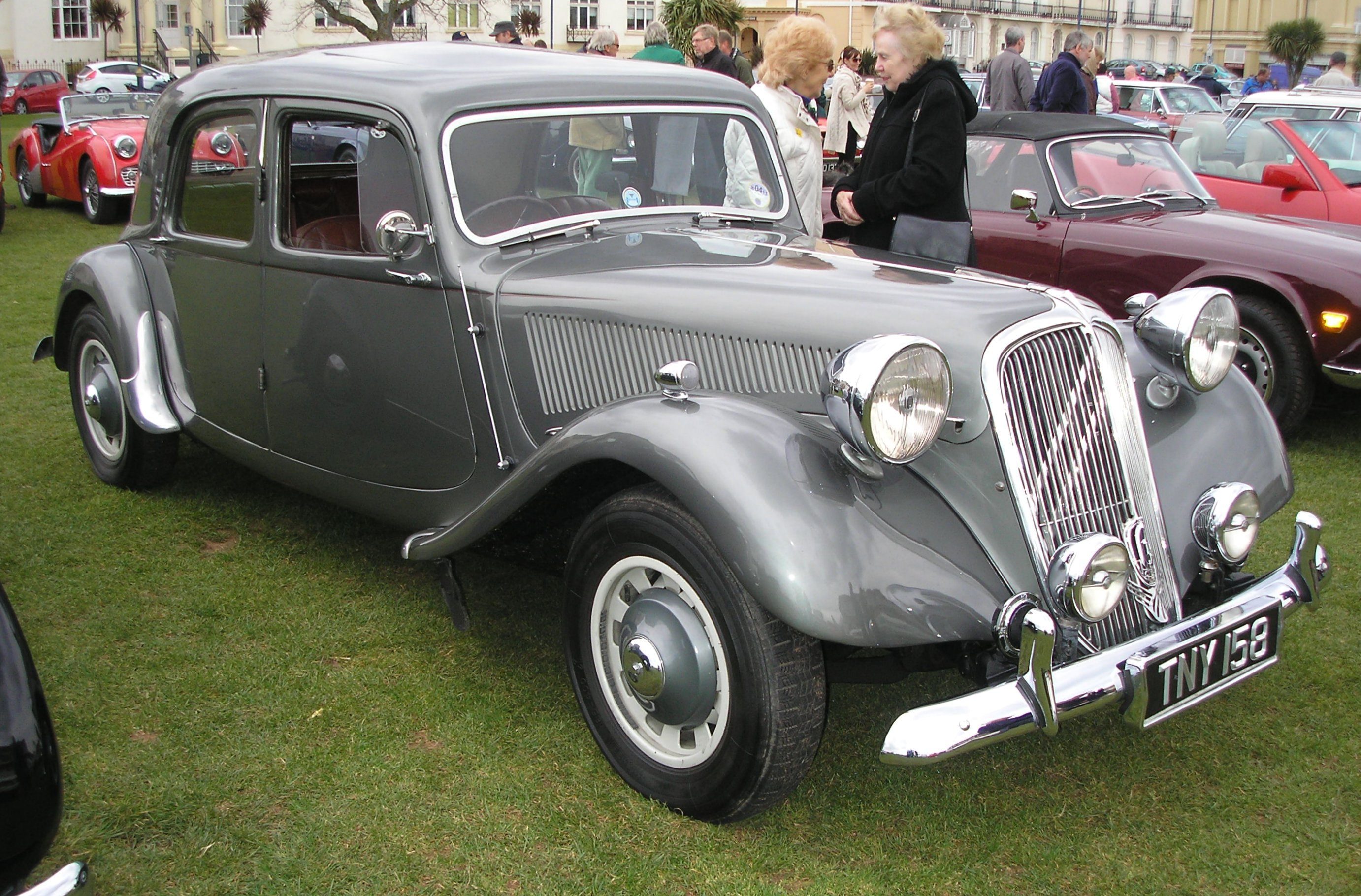
«Большая Шестёрка» с 6-цилиндровым двигателем
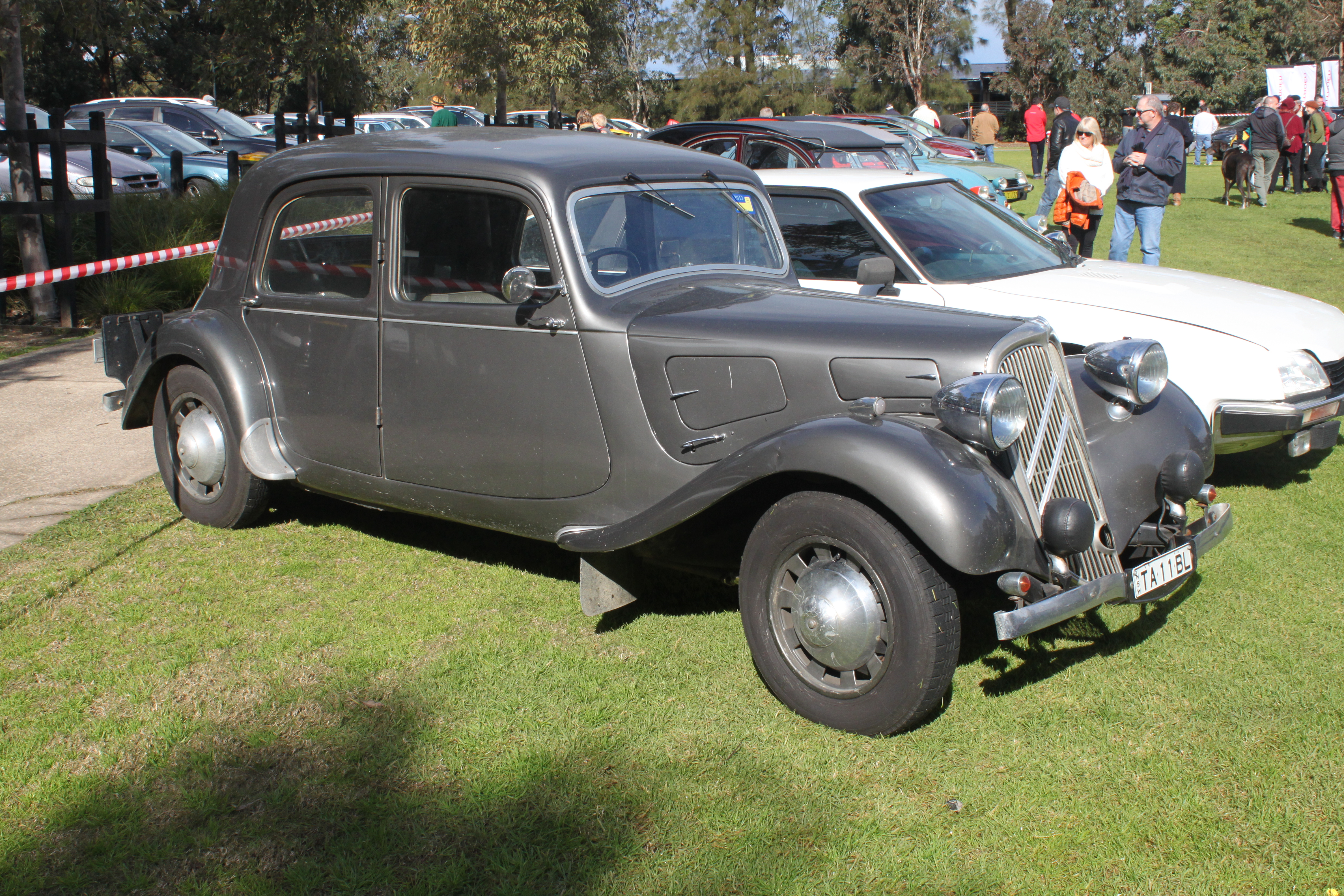
1938 г. вып. 11B-L с 4-цилиндровым двигателем

Праворульные модификации выпускались на заводе в Слау неподалёку от Лондона. Версия 11L называлась «Light Fifteen» («лёгкий пятнадцатисильный»), а 11 с длинной базой — «Big Fifteen» («большой пятнадцатисильный»). Путаница возникает потому, что двигатели, во Франции классифицированные как 11CV, соответствовали 15HP в британских налоговых лошадиных силах.
Модель 15CV называлась «Big Six» («большая шестёрка») из-за шестицилиндрового двигателя.
| Модель          | Год  | Объём двигателя, см³ (cu in) | Наиб. скорость, миль/ч (км/ч) | Разгон 0—60 миль/ч (0—100 км/ч), с | Расход топлива, миль/имп. гал (л/100 км; миль/гал США) | Цена с налогами, GB£ |
| --------------- | ---- | ---------------------------- | ----------------------------- | ---------------------------------- | ------------------------------------------------------ | -------------------- |
| «Light Fifteen» | 1951 | 1911 (116,6)                 | 72,6 (116,8)                  | 29,7                               | 25,2 (11,2; 21,0)                                      | 812                  |
| «Big Six»       | 1954 | 2866 (174,9)                 | 81,1 (130,5)                  | 21,2                               | 18,6 (15,2; 15,5)                                      | 1349                 |

При сборке в Слау необходимо было использовать 51 % британских деталей для того, чтобы не платить ввозные пошлины, защищавшие британский автопром от зарубежных конкурентов. Таким образом, на «Traction» появились:
- 12-вольтовые фары, генератор и стартер «Lucas electrics»,
- в интерьере — ореховая панель с комбинацией приборов «Jaeger», сиденья, дверные карманы и шерстяная обивка потолка от «Connolly Leather»,
- снаружи — британские бамперы с клыками, хромированная решётка радиатора.

Некоторые автомобили имели люк в крыше.
Хотя большинство британских «Traction» были с правым рулём, небольшое количество леворульных автомобилей было выпущено и в Слау.

## Влияние на автоспорт
Литой алюминиевый картер трансмиссии, комбинирующий коробку передач и межосевой дифференциал в один агрегат, был одним из самых радикальных нововведений в «Traction Avant». Значение его не только в уменьшении массы силового агрегата, и не только в том, что запуск этой принципиально новой технологии стал одной из причин, разоривших «Ситроен», но и в том, что Джон Купер в поисках наиболее лёгкой трансмиссии для заднемоторных автомобилей Формулы-1 не мог найти ничего подходящего, кроме картера «Traction Avant», потому что магниевый картер «Volkswagen» был слишком мал для необходимых шестерён.
Трансмиссия «Traction Avant» использовалась в «Cooper T43», который в 1958 году стал первым среднемоторным болидом, выигравшем гонку Ф-1. Его последователи T45, T51 и T53 имели аналогичную трансмиссию. «Cooper T51» выиграл гран-при в 1959 году.
В отличие от картера «Volkswagen», использованного компанией Hewland, картер «Traction Avant» нельзя было поставить кверху ногами. Входной вал коробки расположен так высоко по отношению к выходным валам, что в перевёрнутом положении уровень масла, достаточный для смазки подшипников выходных валов, был бы слишком высок для ненадёжного уплотнения входного вала. По этой причине двигатель приходилось размещать высоко, как будто бы снизу было необходимо пространство для поддона с моторным маслом, но на тот момент в гоночных двигателях поддоны для хранения запаса масла не применялись. Тем не менее, французская трансмиссия использовалась разными конструкторами с переменным успехом в конце 1950-х — начале 1960-х годов.
Джек Брэбэм, специально посетивший литейный цех ERSA в Париже чтобы договориться о выпуске усиленного картера, сделал известной модификацию «ERSA Knight» с дополнительными шестернями, смонтированными в «колоколе», соединяющем двигатель с трансмиссией. Идею предложил Рон Тауранак англ. Ron Tauranac, а названо оно в честь Джека Найта англ. Jack Knight, который разработал проект и изготовил шестерни. Таким образом сдвиг оси позволил посадить двигатель ниже, и Cooper T53, прозванный «Lowline» («низкий»), не только принёс Брэбэму титул чемпиона 1960 года, но и стал ступенькой к его конструкторской карьере.

## В кино и на телевидении
Согласно Internet Movie Cars Database, «Traction Avant» появился в кино и на телевидении более 1300 раз, включая важные роли в «Звуках музыки» («The Sound of Music», США), «Diva» (1981, Франция), «The Army of Shadows» (1969).

## В современности

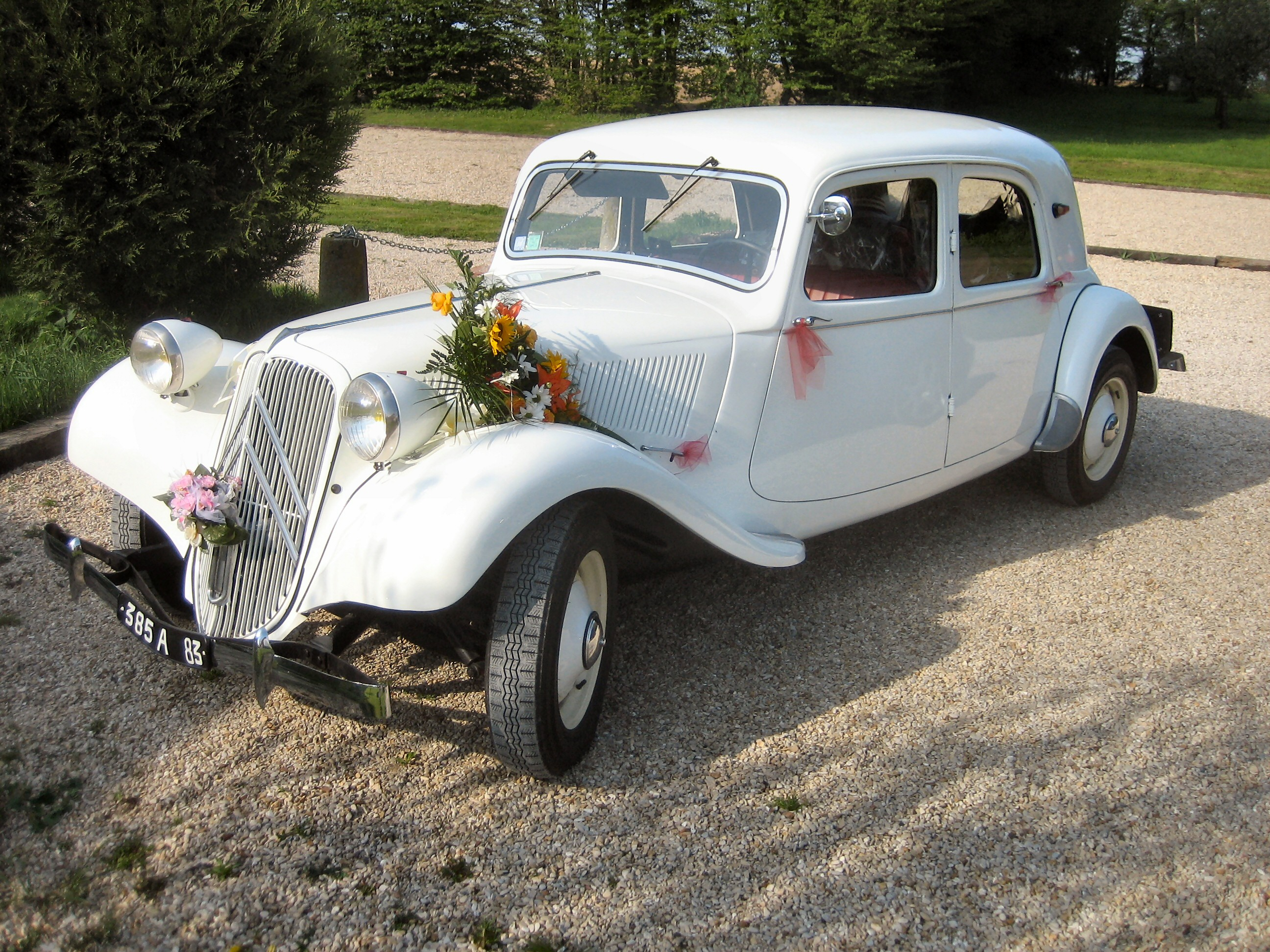
Traction Avant — современный свадебный автомобиль

По состоянию на 2006 год, старейший известный 7A (номер шасси AZ 00-18) в полуразобранном виде экспонируется в музее корпорации Ситроен в Париже (сняты двигатель и передние колёса). Старейший ходовой экземпляр 7A номер AZ-00-23 до 1 сентября 2006 находился в собственности одного голландца, после чего был продан в Словению.
Каждые 4 года владельцы машин добираются до какого-либо экзотического пункта и устраивают пробег ICCCR (International Citroën Car Clubs Rally). Например, в 2002 году более 30 «Traction Avant» проехали без единого происшествия от Лос-Анджелеса до Нью-Йорка.